# Ma Kai
Ma Kai, född juni 1946, är en kinesisk kommunistisk politiker på ledande nivå. Han har varit statsråd och generalsekreterare för Folkrepubliken Kinas statsråd.
Ma föddes i Jinshan härad utanför Shanghai 1946, men växte upp i Shaanxi-provinsen och anses därför ha kopplingar till Xi Jinpings Shaanxi-klick. Han gick med i Kinas kommunistiska parti i augusti 1965 och har en utbildning i ekonomi. Han tog en magisterexamen från Renminuniversitetet i Peking 1982.
Han valdes in i Centralkommittén i Kinas kommunistiska parti 2002 och blev ledamot av partiets politbyrå på den 18:e kongressen i november 2012. Mellan 2003 och 2008 ledde han Nationella kommissionen för utveckling och reform, som har ansvar för statsföretagen och koordinationen av den kinesiska ekonomin.